# Ernst Baier
Ernst Baier (Zittau, Sajonia, 27 de septiembre de 1905-Garmisch-Partenkirchen, Baviera, 8 de julio de 2001) fue un patinador artístico sobre hielo alemán, cuatro veces campeón mundial en la modalidad de parejas junto a la patinadora Maxi Herber, entre los años 1936 y 1939.
Ernst Baier también participó en los Juegos Olímpicos de Garmisch-Partenkirchen 1936 donde obtuvo medalla de oro, en la misma modalidad.